# Alija Isaković
Alija Isaković (Bitunja kod Stoca, 15. januar 1932 – Sarajevo, 1997), bio je bošnjački kulturni pregalac–romansijer, pripovjedač, radio-dramski, televizijski i dramski pisac, putopisac, aforist, lekiskograf i istoričar jezika i književnosti.

## Biografija
Osnovnu i srednju školu pohađao je u Bitunji, Stocu, Zagrebu, Crikvenici, Pančevu i Beogradu, a Filozofski fakultet - Jugoslovenske književnosti i srpskohrvatski jezik, u Sarajevu. Bio geološki tehničar, prospektor urana, TV-scenarist, urednik časopisa „Život“, urednik edicije Kulturno nasljeđe BiH u sarajevskoj „Svjetlosti“.
Priredio je više djela muslimanskih pisaca i posebno prvu antologiju muslimanske književnosti „Biserje“ 1972, prvi izbor bosanskohercegovačkih putopisaca „Hodoljublje“ 1973, zbornik radova „Hasanaginica, 1774-1974“, anegdote Nasrudina-hodže 1984, te sa Hadžemom Hajdarevićem izbor iz časopisa „Behar“ 1900-1911
Nagrađivan za prozno i dramsko stvaralaštvo.
Pogleda li se sveukupno Isakovićevo djelo, možda i nehotice se nameće usporedba s jednim ključnim prethodnikom, Safvet begom Bašagićem. Ono što Bašagić bijaše na prekretnici vijeka, spiritus movens bosansko-muslimanskoga općega preporoda- to je Isaković ponovio na koncu vijeka.
Kao izvorni pisac u više žanrova (roman, drama, putopis, pripovijetke) Isaković tek čeka na pravo vrednovanje, i slobodno se može reći da je njegovo djelo kao kreativnog autora ponešto zanemareno. No, već je sigurno da je Isaković ostvario kapitalna djela na dva područja:
- kao antologičar i publicist, Alija Isaković je doprinio ne samo reafirmaciji mnogih bošnjačkih pisaca, nego još više marginaliziranoj i potiskivanoj bošnjačkoj tradiciji pisane riječi. Budući da je pisao i publicirao u zagušljivim vremenima komunističkih pritisaka, pokazavši i osobnu građansku hrabrost, to su vrijednije njegove antologije i studije poput „BISERJE. Izbor iz muslimanske književnosti. “ Stvarnost, Zagreb, 1972 i „O “nacionaliziranju„ Muslimana. 101 godina afirmiranje i negiranja nacionalnog identiteta Muslimana. “ Globus, Zagreb, 1990, u čemu je utro putove buđenju i osvješćivanju nacionalnoga bića Bošnjaka muslimana.
- kao leksikograf, Isaković je nezaobilazan u oblikovanju bošnjačkog jezika. Njegovi rječnici, „Rječnik karakteristične leksike u bosanskome jeziku“, Sarajevo 1993, te „Rječnik bosanskoga jezika“, Sarajevo 1995, prekretnice su u bošnjačkoj leksikografiji. Zanimljivo je da je Isaković, koji nije bio profesionalni lingvist, ostvario fundamentalna djela na polju rječnikopisanja. Uzme li se sve u obzir, neprijeporno je da je Alija Isaković jedan od utemeljitelja, a zasigurno najvažniji oblikovatelj i poticatelj moderne jezičke kulture u Bošnjaka, što je osnova nacionalne kulture na svim poljima.

## Bibliografija
1. Sunce o desno rame, roman, Matica srpska, Novi Sad, 1963.
2. Semafor, pripovijetke, Veselin Masleša, Sarajevo, 1966.
3. Prednost imaju koji ulaze, Svjetlost, Sarajevo,1971.
4. Građa za bibliografiju muslimanske književnosti 1883-1971, Život, XXI/1972,4,437-467; 5-6, 571-605; - BISERJE. Izbor iz muslimanske književnosti, Stvarnost, Zagreb, 1972, str. 453-518.
5. Građa za bibliografiju bosansko-hercegovačkog (1842-1970), Hodoljublje, Svjetlost, Sarajevo, 1973, str. 516-538.
6. Bibliografija radova o Hasanaginici 1774-1974, Hasanaginica 1774-1974, Svjetlost, Sarajevo, 1975.
7. Taj čovjek, Pripovjetke, Prva književna komuna, Mostar, 1975.
8. Krajnosti, drame, (To, Generalijum, Kraljevski sudbesi stol), Drame, Svjetlost, Sarajevo, 1981.
9. Hasanaginica, drama, Sarajevo, 1982.
10. Jednom, putopisi, Prva književna komuna, Mostar, 1987.
11. Sunce o desno rame, roman, pripovjetke, Svjetlost, Sarajevo, 1984/1985 (Savremena književnost naroda i narodnosti Bosne i Hercegovine, knj. 35.)
12. Pobuna materije, roman, Svjetlost. Sarajevo, 1985.
13. Neminovnosti. Baština. Kritika. Univerzal, Tuzla, 1987.
14. Lijeve priče, Svjetlost, Sarajevo, 1990, - Priređena djela
15. Avdo Karabegović Hasanbegov: Izabrane pjesme, Zora, Zagreb, 1967.
16. Biserje, Izbor iz muslimanske književnosti, Stvarnost, Zagreb, 1972.
17. Hodoljublje, Izbor iz bosansko-hercegovačkog putopisa (1842-1970), Svjetlost, Sarajevo, 1973.
18. Edhem Mulabdić: Izabrana djela. Knjiga I-II, Svjetlost, Sarajevo, 1974.
19. Hasanaginica, 1774-1974, prepjevi, varijante, studije, bibliografija, Svjetlost, Sarajevo, 1975.
20. Hasanaginica (Hasanagaino) 1774-1974, Esperanto ligo Bosnio Hercegovino, Sarajevo, 1975.
21. Osman - Aziz (Osman Nuri Hadžić i Ivan Milićević): Izabrana djela, Knjiga I-II, Svjetlost, Sarajevo, 1980.
22. Nasrudin Hodža, Anegdote, Svjetlost, Sarajevo, 1984; 2. izd. 1986.
23. Ahmed Muradbegović: Izabrana djela, Knjiga I-III, Svjetlost, Sarajevo, 1987.
24. O „nacionaliziranju“ muslimana. 101 godina afirmiranje i negiranja nacionalnog identiteta Muslimana, Globus, Zagreb, 1990.
25. Biserje, Izbor iz muslimanske književnosti, Drugo, prošireno izdanje. Otokar Keršovani. Opatija, 1990.